# ロブ・コンウェイ
ロブ・コンウェイ（Robert Thomas "Rob" Conway、1972年11月28日 - ）は、アメリカ合衆国のプロレスラー。ケンタッキー州ルイビル出身。

## 来歴

### キャリア初期
1997年、プロレスラーとしてのキャリアを開始。デビュー時はMCW（Memphis Championship Wrestling）に所属。後にWWEにてユージンのリングネームで活動することになるニック・ディンスモアとロード・オブ・ザ・リングなるタッグチームを結成してMCW北米タッグ王座を獲得。
1999年、OVWへ移籍。OVWでもディンスモアとタッグでOVW南部タッグ王座を10回獲得した。また、OVWヘビー級王座を巡ってディンスモアと抗争を展開した。
2000年、WWFに昇格するが、主にHEATやVelocityといった前座番組でジョバーとしての役割が多かった。

### WWE
2003年8月18日、RAWにて反米思想を掲げるユニットであるラ・レジスタンス（レネ・デュプリー & シルヴァン・グラニエ）が仕込んだ偽軍人として客席から登場し、ラ・レジスタンスの対戦相手であったダッドリー・ボーイズを襲撃。同月24日、PPVであるSummerSlam 2003にはカメラマンに扮してラ・レジスタンス vs ダッドリーボーイズの世界タッグ王座戦に再び乱入し、ラ・レジスタンスの王座防衛をアシストした。後にコンウェイもラ・レジスタンスのメンバーとして加入し、活動する。
2004年、ドラフトにおいてデュプリーがSmackDown!に移籍した為にシルヴァンと2人で活動することになり、世界タッグ王座を計3度獲得するなどヒールタッグとして活躍。
2005年、コンウェイとシルヴァンのどちらが優れているのかという言い争いが起こり、徐々に二人の仲に亀裂が生じ始め、遂には試合中に交代を拒否するなどしてタッグとして成立しなくなってしまった。6月12日のHeatにおいて、決着をつけるための直接対決が行われ、シルヴァンに勝利した。6月30日、ドラフトでシルヴァンがSmackDown!に移籍したため、ラ・レジスタンスは自然解散となり、コンウェイはシングルプレーヤーとして活動することになる。7月17日、Heatにてナルシストギミック、"ザ・コンマン" ロブ・コンウェイとして登場。バフ・バグウェルを参考とした出で立ちで、サングラスをかけて入場曲である"Just Look At Me"を口ずさみながら入場することが恒例となる。シングル転向後、MCW時代からの仲であるユージンとのスキットを組まれることが多く、2006年にはWWFのレジェンドたちとの抗争を展開した。8月になるとナルシストギミックを取り下げられ、11月にはOVWへと降格。OVWではシルヴァンと再びラ・レジスタンスを結成するが、これといった活躍を見せることができなかった。
2007年1月1日、RAWにて久々に登場し、ジェフ・ハーディーとの試合の前に「今日負けたら、RAWから去る」と宣言し、試合に挑むがあっけなく丸め込まれ負けてしまった。そしてビンス・マクマホンにクビを宣告された。何らかの形で復帰すると思われていたが、5月11日にWWEから解雇となった。

### NWA
WWE解雇後、2008年よりNWA加盟しているインディー団体を中心に活動。WWEと提携を終了したOVWに参戦。アイアンマンギミックでパット・ブックとザ・メン・オブ・アイアンなるタッグを結成し、5月28日に11度目となるOVW南部タッグ王座を獲得。
2011年、ICPが主宰するJCWに参戦。ライノやポール・ロンドンといった元WWE所属レスラー同士の試合を行っている。
2013年3月16日、BOW（Branded Outlaw Wrestling）にてカハガスからNWA世界ヘビー級王座を奪取。3月23日には新日本プロレスのPPV、NEW JAPAN CUP 2013においてVTRに登場し、NWAからの刺客として参戦することを発表。以前からNWAの刺客を迎撃するとコメントしていた小島聡がNWA世界ヘビー級王座に挑戦することを表明した。4月7日、新日本プロレスのPPV、INVASION ATTACKに出場。NWAの会長であるブルース・サープとセコンドのジャックス・デインを従え、挑戦を表明していた小島と対戦。デインの介入などに助けられ、小島にフィニッシャーであるエゴ・トリップを決めて勝利し、王座を防衛した。4月20日、NWAヒューストンのイベントであるParade of Championsに参戦。元WWE所属であるクリス・マスターズとNWA世界ヘビー級王座戦にて勝利し、王座を防衛した。5月18日にはNWAスモーキーマウンテンにて大ベテランのリッキー・モートンを相手に王座戦を行うが、危なげなく勝利している。同月には再び新日本プロレスにてNWA世界ヘビー級王座の防衛戦を行うことを発表。6月9日のBEST OF THE SUPER Jr. XX優勝決定戦にて中西学が王座に挑戦することを発表した。そして6月22日、DOMINIONにて中西と対戦し、終始ラフプレーで圧倒するが中西に切り返され、上からドン！を決められそうになったところをサープのアシストにより助けられ、エゴ・トリップを決めて勝利。王座を防衛した。9月29日、新日本プロレスのDESTRUCTIONに出場。獣神サンダー・ライガーと対戦して勝利し、王座を防衛した。11月9日、新日本プロレスのPOWER STRUGGLEにてジャックス・デインとタッグを組んでIWGPタッグ王座 & NWA世界タッグ王座のダブルタイトルマッチに出場。天コジ（天山広吉 & 小島聡）、K.E.S.（ランス・アーチャー & デイビーボーイ・スミス・ジュニア）との変則3way形式ルールで試合を行い、NWA世界タッグ王座を獲得。NWA二冠王者となった。
2014年1月4日、WRESTLE KINGDOM 8 in 東京ドームにて小島聡とNWA世界ヘビー級王座を巡ってリマッチが行われ、デインのサポートによって試合を有利に進めていたものの天山の乱入により試合は一転し、最後にはエゴ・トリップを防がれたところを小島のラリアットに轟沈。リベンジを許してしまうと共にベルトを失った。翌日後楽園ホールで開催されたNEW YEAR DASH!!で天コジとNWA世界タッグ王座を賭けて対戦。試合終盤で小島のラリアットを食らうもブルース・サープが介入、その間に小島の背後から急所攻撃をしてそのままエビ固めに丸め込み、危なげながら防衛をしている。4月6日、Invasion Attackにて再び天コジとNWA世界タッグ王座戦を行うが、デインが天山のムーンサルトプレスを喰らい敗戦。王座を奪取された。6月2日、VPW（Vendetta Pro Wrestling）にてNWA世界ヘビー級王座を保持する小島に挑戦して勝利し、再びベルトを手にした。11月、WORLD TAG LEAGUE 2014にジャックス・ダンと組んでエントリー。しかし、開幕戦で天山広吉にギブアップ負けを喫し、試合後に天山が自身の持つベルトに挑戦を表明。
2015年2月14日、THE NEW BEGINNING in SENDAIにて天山広吉とNWA世界ヘビー級王座を賭けて対戦。自身の必殺技であるエゴ・トリップを逆に喰らわされ、最後は天山のムーンサルトプレスで敗戦を喫した。12月4日、NWA Mid-SouthのResorts Casino in Tunicaにてマット・リビエラとアイアンエンパイア（The Iron Empire）なるタッグを結成してNWA世界タッグ王座を保持するヒートシーカーズ（マット・シグモン & エリオット・ラッセル）に挑戦。勝利してベルトを奪取した。

## その他
- 新日本プロレス参戦時、出場する大会が決まった際にはVTRでブルース・サープが「コンニチハ！ニホンジン！」と決め台詞の挨拶をしてから名前を呼ばれて登場することが恒例となっている。

## 得意技

### フィニッシュ・ホールド
エゴ・トリップ
ブレーンバスターの体勢で担ぎ上げた相手の両足をトップロープに掛け、そこから捻りを加えて後頭部からマットに叩きつける変形スウィング・ネックブリーカー。NWAで老獪さを身につけたコンウェイのメインフィニッシャー。
前屈みの状態の相手をブレーンバスターの体勢でクラッチ、そして勢いを付けて自らの体と相手の体を共に反転させて背中合わせになる。同時に相手の後頭部を自らの肩の上に乗せて、自身の体を背面からマットに倒しながら相手の体も倒し、マットに着地したときの衝撃で頭部へダメージを与える。スピーディーに繰り出すことにより、その勢い、反転時の遠心力でダメージが大きくなる。2種類を使用。

### 飛び技
ダイビング・レッグ・ラリアット
ザック・ライダーのラフ・ライダーと同型技。セカンドロープから繰り出す。

### 打撃技
アイアンフィスト
OVW時代に使用したフィニッシャー。グローブを装着してパンチを放つ。
エルボードロップ

### 投げ技
DDT
ネックブリーカー

## 獲得タイトル
NWA
- NWA世界ヘビー級王座 : 2回
- NWA世界タッグ王座 : 2回

w / マット・リビエラ
w / ジャックス・デイン
WWE
- 世界タッグ王座 : 3回

w / シルヴァン・グラニエ
MCW
- MCW北米タッグ王座 : 1回

w / ニック・ディンスモア
OVW
- OVWヘビー級王座 : 4回
- OVW南部タッグ王座 : 11回

w / ニック・ディンスモア : 10回
w / パット・ブック : 1回
NCW
- NCWタッグ王座 : 1回

w / シルヴァン・グラニエ
TOW
- TOWタッグ王座 : 1回

w / シルヴァン・グラニエ

## 入場曲
- Just Look at Me : WWE時代に使用
- Iron Man : 現在使用中
- ギャラクシー・エクスプレス : 歴代NWA世界ヘビー級王者メインテーマ